# Lendak
Lendak es un municipio del distrito de Kežmarok en la región de Prešov, Eslovaquia, con una población estimada a final del año 2024 de 5634 habitantes.
Se encuentra ubicado al noroeste de la región, cerca del río Poprad (cuenca hidrográfica del río Vístula) y de la frontera con Polonia.

## Demografía
| Año        | 1994 | 2004     | 2014     | 2024    |
| ---------- | ---- | -------- | -------- | ------- |
| Población  | 4018 | 4628     | 5153     | 5634    |
| Diferencia |      | +15,18 % | +11,34 % | +9,33 % |

| Año        | 2023 | 2024    |
| ---------- | ---- | ------- |
| Población  | 5567 | 5634    |
| Diferencia |      | +1,20 % |